# Episodi di Dance Academy (seconda stagione)
La seconda stagione di Dance Academy è stata trasmessa in Australia su ABC1 dal 12 marzo al 24 aprile 2012.
In Italia la stagione è trasmessa in prima visione su Mya dal 28 gennaio 2014 e in seguito è stata trasmessa su Boing nel 2015.
| nº | Titolo originale                 | Titolo italiano              | Prima TV Australia | Prima TV Italia  |
| -- | -------------------------------- | ---------------------------- | ------------------ | ---------------- |
| 1  | In the Middle, Somewhat Elevated | Al centro un po' più in alto | 12 marzo 2012      | 28 gennaio 2014  |
| 2  | Dreamlife                        | Vita da sogno                | 13 marzo 2012      | 28 gennaio 2014  |
| 3  | Faux Pas de Deux                 | Ricominciare                 | 14 marzo 2012      | 4 febbraio 2014  |
| 4  | Legends                          | Idoli                        | 15 marzo 2012      | 4 febbraio 2014  |
| 5  | Showcase                         | Talento puro                 | 19 marzo 2012      | 11 febbraio 2014 |
| 6  | Like No One's Watching           | Impulso indiscreto           | 20 marzo 2012      | 11 febbraio 2014 |
| 7  | A Choreographed Life             | La coreografia di una vita   | 21 marzo 2012      | 18 febbraio 2014 |
| 8  | Connectivity                     | Affinità                     | 22 marzo 2012      | 18 febbraio 2014 |
| 9  | The Break                        | La rottura                   | 26 marzo 2012      | 25 febbraio 2014 |
| 10 | A Good Life                      | Una bella vita               | 27 marzo 2012      | 25 febbraio 2014 |
| 11 | Self Sabotage                    | Auto sabotaggio              | 28 marzo 2012      | 4 marzo 2014     |
| 12 | Breaking Pointe                  | Fratture                     | 29 marzo 2012      | 4 marzo 2014     |
| 13 | Backstab                         | Una pugnalata alla schiena   | 2 aprile 2012      | 11 marzo 2014    |
| 14 | Rescue Mission                   | Missione di salvataggio      | 3 aprile 2012      | 11 marzo 2014    |
| 15 | Moving On                        | Ritorni e partenze           | 4 aprile 2012      | 18 marzo 2014    |
| 16 | Origins                          | Origini                      | 5 aprile 2012      | 18 marzo 2014    |
| 17 | Love and War                     | Amore e guerra               | 9 aprile 2012      | 25 marzo 2014    |
| 18 | Catch Me If I Fall               | Prendimi se cado             | 10 aprile 2012     | 25 marzo 2014    |
| 19 | The Naturals                     | Talenti innati               | 11 aprile 2012     | 1º aprile 2014   |
| 20 | Tick, Question Mark, Cross       | Sì, no, forse                | 12 aprile 2012     | 1º aprile 2014   |
| 21 | Ladder Theory                    | Quello che conta davvero     | 16 aprile 2012     | 8 aprile 2014    |
| 22 | Win or Lose                      | Vincere o perdere            | 17 aprile 2012     | 8 aprile 2014    |
| 23 | Love It or Fight It              | Ama per combattere           | 18 aprile 2012     | 15 aprile 2014   |
| 24 | The Prix de Fonteyn              | Un'ombra sulla competizione  | 19 aprile 2012     | 15 aprile 2014   |
| 25 | The Second                       | Addio Sammy                  | 23 aprile 2012     | 22 aprile 2014   |
| 26 | The Red Shoes                    | Scarpette rosse              | 24 aprile 2012     | 22 aprile 2014   |

## Talento puro
- Titolo originale: Showcase
- Diretto da: Ian Watson
- Scritto da: Keith Thompson

### Trama
- Altri interpreti: Susie Porter (Anne Black), Peter O'Brien (Sebastian Karamakov), Victoria Hill (Natasha Willis), Kat Risteska (Kaylah), Patric Kuo (Commish Crew), Liam Masters (Commish Crew), Kieran Crowe (Commish Crew), Garrett Griffiths (Commish Crew), Ray Chong Nee (Showcase MC), Katie McMahon (Deluge Crew), Holly Gibellini Davis (Deluge Crew), Morgan Choice (Deluge Crew), Pania Taku (Deluge Crew), Talia Di Giulio (Dancer) (non accreditata)
- Note:
  - Sammy afferma di essere sorpreso che i baffi disegnati che ha sul viso gli stiano così bene, eppure non è la prima volta che se li è disegnati visto che già lo avevano fatto nell'episodio "Il Momento della Verità" della prima stagione.